# Śmierć Zygielbojma (film 2001)
Śmierć Zygielbojma – film dokumentalny Dżamili Ankiewicz z 2000 roku, ukazujący tragiczną historię życia żydowskiego działacza politycznego Szmula Zygelbojma. Szmul Zygielbojm popełnił 12 maja 1943 roku w Londynie samobójstwo w proteście wobec bezczynności świata wobec trwającego Holocaustu.

Film przedstawia rozmowy Reuvena Zygielbauma, najmłodszego brata Szmula, ze świadkami walki o interwencję świata zachodniego w obliczu Holocaustu. W 2001 roku film Śmierć Zygielbojma otrzymał nagrodę na Międzynarodowym Festiwalu Filmów Krótkometrażowych w Krakowie.